# Fannia bigelowi
Fannia bigelowi är en tvåvingeart som beskrevs av Chillcott 1961. Fannia bigelowi ingår i släktet Fannia och familjen takdansflugor. Inga underarter finns listade i Catalogue of Life.